# Il nemico di Napoleone
Il nemico di Napoleone (The Young Mr. Pitt) è un film del 1942 diretto da Carol Reed e interpretato da Robert Donat, Robert Morley, Phyllis Calvert e John Mills.
Come evidente dal titolo originale, il film è incentrato sulla vita di William Pitt il Giovane e in particolare sulla sua lotta contro la Francia rivoluzionaria e Napoleone.
Il film fu girato nel corso della seconda guerra mondiale. Paragoni alla lotta che la Gran Bretagna stava combattendo contro la Germania di Hitler erano abbastanza scontati al punto che molti dei discorsi che Pitt fa contro Napoleone in realtà riecheggiano le parole di Churchill contro Hitler.